# Nils Holgersson (brano musicale)
Nils Holgersson è un singolo discografico de I fratelli Grimm, pubblicato nel 1982.

## Descrizione
Il brano era la sigla dell'anime omonimo, scritto da Luigi Albertelli su musica e arrangiamento di Vince Tempera. Il brano è interpretato dai fratelli Carlo Romano, Pino Romano e Vincenzo Romano. Sul lato B è incisa la versione strumentale.
Entrambi i brani sono stati inseriti nella compilation JM Compilation e in altre  raccolte.

## Tracce
Lato A
- Nils Holgersson - (Luigi Albertelli-Vince Tempera)

Lato B
- Nils Holgersson (strumentale)) - (Luigi Albertelli-Vince Tempera)